# Dopes to Infinity
Albums de Monster Magnet
Superjudge
(1993) Powertrip
(1998)
Singles
1. Dopes to Infinity
Sortie : 1995
2. Negasonic Teenage Warhead
Sortie : 1995
3. Look To Your Orb For The Warning
Sortie : 1995

Dopes to Infinity est le troisième album studio du groupe américain de stoner rock, Monster Magnet. Il est sorti le 21 mars 1995 sur le label A&M Records et a été produit par Dave Wyndorf avec l'aide de Steve Rosenthal.

## Historique
Cet album a été enregistré dans sa majorité au studio "The Magic Shop" à New-York à l'exception de Third Alternative qui a été enregistré au studio "The Magic Shop" et aux Electric Lady Studios. Le bassiste, Joe Calandra, eut des problèmes relationnels et physiques (il croyait être atteint d'un cancer) lors de l'enregistrement et ne put assurer ses parties de basse. Dave Wyndorf, Ed Mundell et Jon Kleiman se partagèrent le travail.
Negasonic Teenage Warhead  fut la première chanson composée pour cet album, elle sortit dès 1994, sous une forme différente, dans la bande son du film S.F.W. de Jefery Levy. Elle sera remaniée pour l'album et sortira aussi en single en avril 1995, le premier single du groupe à entrer dans les charts Mainstream Rock Tracks du Billboard magazine pour atteindre la 19e place le 29 avril 1995. Cette chanson donnera son nom à un personnage féminin des Marvel Comics, le scénariste Grant Morrison ayant nommé son personnage d'après la chanson.
Trois singles furent tirés de cet album, Dopes to Infinity, Negasonic Teenage Warhead  et Look to Your Orb for the Warning . Dead Christmas sorti en maxi-single en Europe.
Cet album atteignit la 51e place place des charts britanniques et la 30e place des charts allemands.

## Liste des titres
Tous les titres de l'album ont été composés par Dave Wyndorf sauf indications.
| No  | Titre                            | Auteur                | Durée |
| --- | -------------------------------- | --------------------- | ----- |
| 1.  | Dopes to Infinity                |                       | 5:43  |
| 2.  | Negasonic Teenage Warhead        |                       | 4:28  |
| 3.  | Look to Your Orb for the Warning |                       | 6:32  |
| 4.  | All Friends and Kingdom Come     |                       | 5:38  |
| 5.  | Ego, the Living Planet           |                       | 5:07  |
| 6.  | Blow 'em Off                     |                       | 3:51  |
| 7.  | Third Alternative                |                       | 8:33  |
| 8.  | I Control, I Fly                 | Wyndorf, Joe Kleinman | 3:18  |
| 9.  | King of Mars                     |                       | 4:33  |
| 10. | Dead Christmas                   |                       | 3:54  |
| 11. | Theme from 'Masterburner         | Wyndorf, Joe Calandra | 5:06  |
| 12. | Vertigo                          |                       | 5:41  |

Cd bonus de la version "Deluxe Edition" parue en 2016
| No | Titre                                                                | Auteur                     | Durée |
| -- | -------------------------------------------------------------------- | -------------------------- | ----- |
| 1. | Negasonic Teenage Warhead                                            |                            | 10:26 |
| 2. | Eclipse This (Face -B du single Negasonic Teenage Warhead)           |                            | 4:33  |
| 3. | I'm Five Years Ahead of My Time (Face-B du single Dopes to Infinity) | Rusty Evans, Victoria Pike | 3:32  |
| 4. | Dopes to Infinity (BBC Session)                                      |                            | 5:34  |
| 5. | Blow 'em Off (BBC Session)                                           |                            | 3:39  |
| 6. | Negasonic Teenage Warhead (BBC Session)                              |                            | 4:46  |
| 7. | Twin Earth (BBC Session)                                             |                            | 4:05  |
| 8. | Blow 'em Off (Spaghetti Western Mix)                                 |                            | 3:58  |
| 9. | Negasonic Teenage Warhead (de la bande son du film S.F.W.)           |                            | 5:00  |

## Musiciens
- Dave Wyndorf : chant, guitares, basse, percussions, theremin, orgue, mellotron
- Ed Mundell : guitares, guitare solo, basse, chœurs
- Joe Calandra : basse, guitare, chœurs
- Jon Kleiman : batterie, percussions, basse, chœurs

## Informations sur le contenu de l'album
- Dopes to Infinity, Negasonic Teenage Warhead, Look to Your Orb for the Warning et Dead Christmas sont également sortis en singles.
- Negasonic Teenage Warhead a servi également de musique au film S.F.W. de Jefery Levy sorti en 1994.
- Look to Your Orb for the Warning figure sur la bande son des films Matrix
- Ego, the Living Planet fait référence à Ego la Planète Vivante de Marvel Comics.

## Charts
Charts album
| Pays        | Durée du classement | Meilleur classement | Date            |
| ----------- | ------------------- | ------------------- | --------------- |
| Allemagne   | 11 semaines         | 30e                 | 6 mars 1995     |
| Canada      | 5 semaines          | 61e                 | 27 février 1995 |
| Pays-Bas    | 4 semaines          | 77e                 | 24 juin 1995    |
| Royaume-Uni | 1 semaine           | 51e                 | 1er avril 1995  |
| Suède       | 5 semaines          | 17e                 | 17 février 1995 |

Charts singles
| Single                    | Chart                  | Durée du classement | Position | Date         |
| ------------------------- | ---------------------- | ------------------- | -------- | ------------ |
| Negasonic Teenage Warhead | Mainstream Rock Tracks | 15 semaines         | 19e      | 10 juin 1995 |
| Negasonic Teenage Warhead | Alternative Songs      | 7 semaines          | 26e      | 10 juin 1995 |
| Negasonic Teenage Warhead | UK Singles Chart       | 2 semaines          | 49e      | 18 mars 1995 |
| Dopes To Infinity         | UK Singles Chart       | 2 semaines          | 58e      | 6 mai 1995   |